# تي سن هان
تي سن هان (باليابانية: 韓太舜؛ بالكانا: はん てすん) هو رياضياتي ومهندس وعالم حاسوب ياباني، ولد في 1941 في سايتاما في اليابان.